# 昆彭圖姆省
13°59′N 14°34′W / 13.983°N 14.567°W
昆彭圖姆省（法語：Département de Koumpentoum），是塞內加爾的省份，位於該國東部，由坦巴昆達區負責管轄，首府設於昆彭圖姆，東面是坦巴昆達省，始建於2008年7月10日，2013年人口128,433。